# 大公爵
大公爵是歐洲爵位的一種，来源可追溯至古罗马时期，对为罗马帝国效力，而非罗马血统的外族如日耳曼族军队的首领的称谓。在后来被引申为非王族血统，却拥有实权，对王国举足轻重的人。
「大公」頭銜主要在西歐特別是在日耳曼國家的省級主權領地使用，因在德意志统一前，这一地区并未有一个强势的王室血统，各诸侯国王室在坚持自身的血统独立的同时，同意组成联盟，以选举决定由谁主掌执政；該類各联盟的領地通常被譯為“大公國”（英文：Grand duchy），各王室首领则被称为选帝侯。
视其实力，地位与执政王室的辅助成员相比并不确定。首先大公向国王称臣，必然低于国王（Kaiser、King等）；有时高于有王室血统的王子或親王（Prince）；一般高于公爵（Herzog，Fürst等）以下的所有爵位。
“大公爵”在漢語中經常省為「大公」，此譯法已約定成俗。Prince一詞時而被譯作「大公」，時而被譯作「親王」、「王子」。同時在法語區，Prince又是領土主權等級最低的君主頭銜，其等級要遠遠低於大公，只基本相當於伯爵；同樣由於對Prince一詞的翻譯已經約定成俗，所以該類國家也往往同時被翻譯為“大公國”或“親王國”不等，見摩納哥和列支敦士登。此類因英文轉譯而來的「大公」和正式的「大公」在層級上是完全不同的，需要根據其原文才能瞭解該詞的真正意義。
在不同歐洲语言中，“大公”這一單詞分別為：
- 拉丁语：Magnus Dux；
- 法语：；
- 西班牙语：Gran Duque；
- 意大利语：；
- 葡萄牙语：；
- 英语：Grand duke；
- 瑞典语：；
- 德语：；
- 丹麦语：Storhertug；
- 波兰语：；
- 立陶宛语：Didysis  Kunigaikštis
- 俄语：；
- 芬兰语：Suurherttua；
- 匈牙利语：nagyherceg；
- 爱沙尼亚语：Suurhertsog；

如獲封者是女性則稱為“女大公”（英语：Grand Duchess）。大公的领地被称作大公国。

## 奧地利大公
奥地利公国的君主从14世纪中后期开始自称為Erzherzog（拉丁语：Archidux, 法語：Archiduc, 英文：Archduke），中文也同樣譯为大公，然而該頭銜起初並未獲得神聖羅馬皇帝及其他諸侯的承認。
直至1453年，該頭銜才得到同屬哈布斯堡王朝的神圣罗马帝国皇帝腓特烈三世的正式承認，并从此成为哈布斯堡皇室子弟的专有头衔。
在階級上，奧地利大公國獨有的“大公”（Erzherzog），其貴族等級要高於其他大公國的“大公”（Großherzog）頭銜，而這種特殊的「特級大公」頭銜在歷史上僅有奧地利大公國使用。